# Rafael Berger
Rafael Berger (Vila Velha, 9 september 1944) is een Braziliaans  voetballer, beter bekend als Alemão. 

## Biografie
Alemão speelde al voor vele clubs. Van 2014 tot 2016 speelde hij voor Santa Cruz, waarmee hij twee keer de staatstitel won, de titel in tweede klasse en de Copa do Nordeste. 